# جان سیبورن
جان سیبورن (انگلیسی: John Seabourne؛ زادهٔ ۱۸۹۰) تدوین‌گر اهل انگلستان بود.
از فیلم‌هایی که وی در آن‌ها نقش داشته‌است، می‌توان به شیاطین دریا، می‌دانم کجا می‌روم، یک داستان کنتربری، زندگی و مرگ کلنل بلیمپ و یک سلطان در نیویورک اشاره نمود.